# Гребля Табеллут

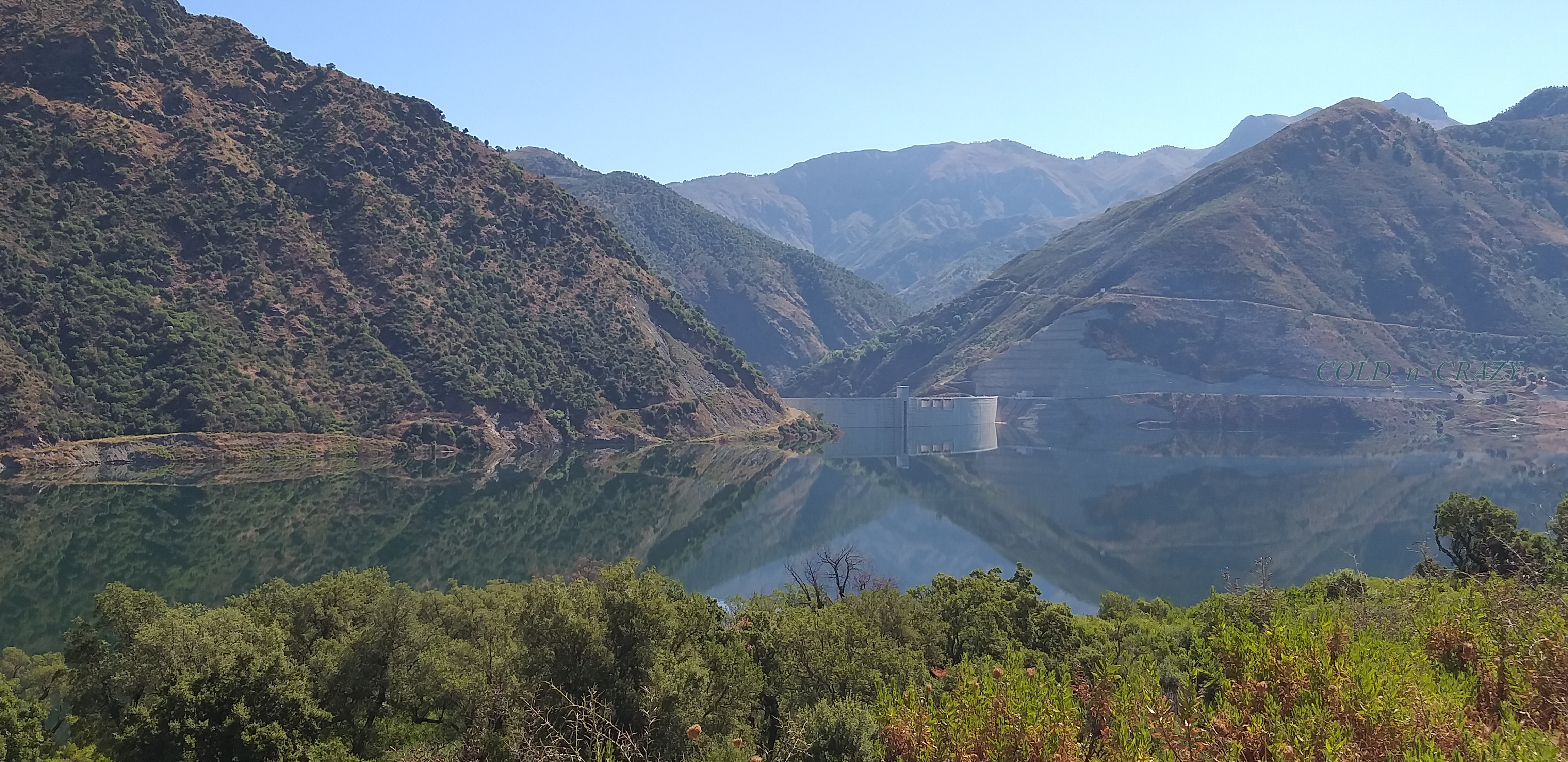
Вид на греблю зі сторони сховища

Гребля Табеллут (Tabellout) — гідротехнічна споруда на півночі Алжиру.
Греблю спорудили в 2010—2015 роках у межах великого проєкту, який щорічно мав забезпечити:
- використання 151 млн м3 води для іригаційних потреб;
- перекидання 40 млн м3 води на південь у район міста Ель-Еульма до греблі Драа-Дісс, що лежить у безстічній області серед південних хребтів Тель-Атласу.
Проект базується на перехопленні стоку уеду Джен-Джен, який спершу тече між хребтами Тель-Атласу у широтному напрямку на схід, перед тим як біля Техенни завернути на північ та прорватися крізь гори до свого гирла біля Джиджель (можливо відзначити, що вище по сточищу на Джен-Джен працює найпотужніша в країні ГЕС Erraguene).
Долину уеду біля Техсенни перекрили греблею Табеллут, що виконана як аркова споруда із ущільненого котком бетону висотою 121 метр, довжиною 366 метрів та шириною по гребеню 8 метрів. Її спорудження потребувало 975 тис. м3 бетону. Під час будівництва для пропуску води по уеду проклали два тунелі діаметром по 6 метрів та довжиною 400 метрів.
Гребля утримує витягнуте по долині уеда водосховище об'ємом 294 млн м3.
Перекидання води на південь здійснюється через тунель довжиною не менш ніж 14 км з діаметром 4,3 метра, який переходить у водовід довжиною 42 км з діаметром труб 1000 мм та 800 мм. На трасі передбачили 5 насосних станцій, що забезпечують потік у 7,2 м3/с.